# Bayrischzell

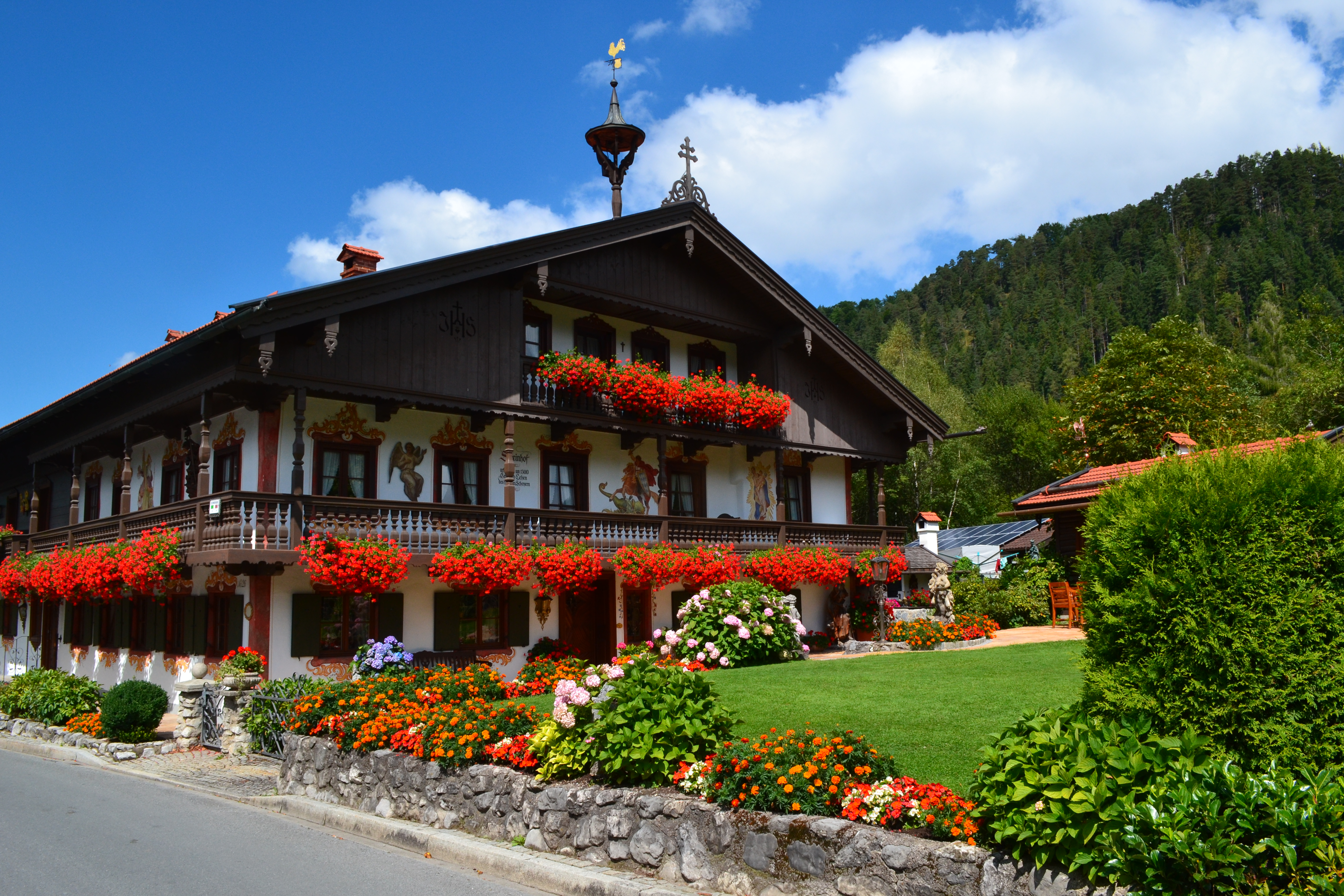

Bayrischzell település Németországban, azon belül Bajorországban. Lakosainak száma 1691 fő (2023. december 31.).

## Népesség
A település népessége az elmúlt években az alábbi módon változott:
| Lakosok száma | 385  | 2047 | 1639 | 1571 | 1529 | 1566 | 1611 | 1616 | 1631 | 1691 |
|               | 1875 | 1950 | 1975 | 1987 | 2012 | 2014 | 2016 | 2017 | 2021 | 2023 |